# Casa-Museo Modernista de Novelda
La Casa-Museo Modernista de Novelda está situada en la calle Major número 24 de Novelda (Alicante), Comunidad Valenciana, España. Es un museo-edificio de estilo modernista valenciano construido en el año 1903, que fue proyectado por el arquitecto Pedro Cerdán, y que actualmente pertenece a Fundación Mediterráneo.

## Edificio
El edificio conocido como casa Navarro o casa de la Pichocha alberga en su interior un museo de muebles y objetos modernistas. Fue construido a instancias de Antonia Navarro Mira en 1900, para su residencia particular. Es obra del arquitecto murciano Pedro Cerdán que lo finalizó en el año 1903.
Su conservación es óptima y está profusamente decorada en estilo modernista valenciano. El edificio consta de planta baja y dos alturas. En su fachada destacan la forja en hierro en los balcones y ventanales. En su cuidado interior destaca una singular escalera modernista y un patio interior con columnas.
El edificio fue utilizado como residencia familiar hasta el año 1936. En los últimos momentos de la guerra civil española albergó el cuartel de los mandos italianos. En la posguerra albergó un colegio. En 1975 fue adquirido por la Caja de Ahorros de Novelda y en 1977 fue rehabilitado por la Caja de Ahorros del Mediterráneo y pasó a convertirse en museo. Actualmente pertenece a la Fundación Mediterráneo.